# Erich Priebke
Erich Priebke (Hennigsdorf, Brandemburgo, 29 de julho de 1913 — Roma, 11 de outubro de 2013) foi um hauptsturmführer (capitão) da SS durante a Segunda Guerra Mundial. Viveu 20 meses no período final da guerra como prisioneiro de guerra, tendo escapado do campo pelos arames farpados e tomado o "caminho dos ratos" (ratline), uma rota europeia conhecida para fuga de nazistas para a América do Sul, que passava por Nápoles. De lá embarcou num navio e foi se refugiar no interior da Argentina.
Viveu na Argentina com seu nome verdadeiro e passaporte alemão. Cinquenta anos depois ele foi localizado por uma equipe da TV norte-americana da CBS, que confirmou a sua identidade e inclusive o entrevistou na saída de um colégio onde ministrava aulas. Preso pela polícia argentina depois de a matéria ter ido ao ar nos Estados Unidos, levou mais um ano e meio até a justiça argentina expatriá-lo para a Itália para julgamento por crimes de guerra na península itálica.
Recaía sobre ele a acusação de assassinato de 355 civis italianos (dez civis italianos para cada soldado alemão morto em um atentado da resistência italiana), no chamado Massacre das Fossas Ardeatinas em Roma, em 24 de março de 1944. Em 1996, foi condenado à prisão perpétua. Cumpriu prisão domiciliar pelas leis italianas, proibido de estar numa prisão pela sua idade avançada.

Morreu em 11 de outubro de 2013 aos cem anos de idade em Roma, na Itália. Seu sepultamento e local do túmulo foi considerado do mais alto segredo, após diversas cidades negarem acolher o corpo do ex-comandante da SS, temendo que seu túmulo se convertesse num local de peregrinação para os neonazistas. Segundo seu advogado, deixou uma entrevista escrita e um vídeo como "testamento humano e político".
| “ | Pois bem, eram tempos duros, Priebke não era um herói, mas um pobre covarde, e, mesmo que tivesse percebido a enormidade do delito, teria medo de arcar com as consequências de uma recusa; matou cinco a mais, mas quando se está embriagado de sangue, todos sabem, fica-se como um animal; é culpado, certo, mas em vez da prisão perpétua damos muitos e muitos anos; a justiça está salva, temos a prescrição e fechamos um capítulo doloroso. | ” |
|   | — Umberto Eco, Cinco Escritos Morais. |   |

## O Massacre das Fossas Ardeatinas

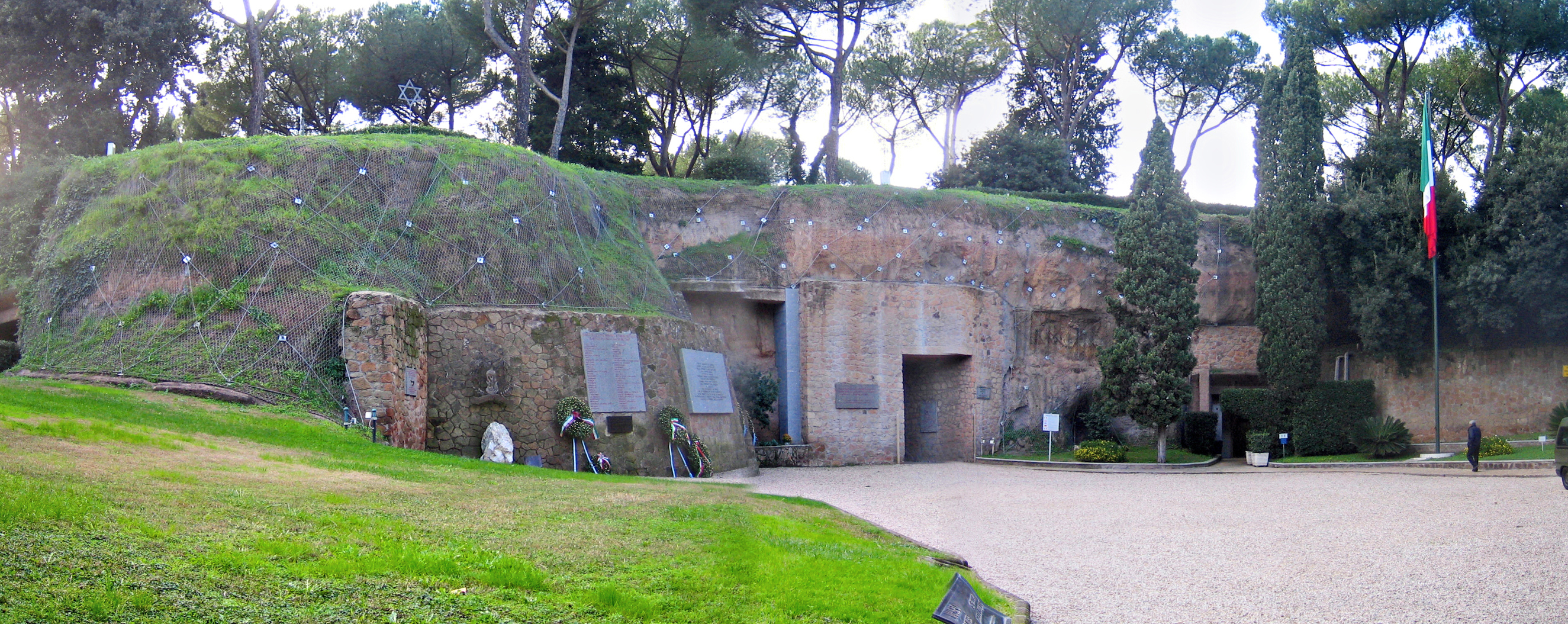
A entrada das cavernas no Monumento Fossas Ardeatinas

Priebke era capitão das SS quando, em 24 de março de 1944, ordenou o fuzilamento de 335 civis italianos, e participou do mesmo, como represália pelo ataque partigiano de via Rasella, onde morreram 33 militares alemães.
Em junho de 1944, Priebke foi capturado nos Alpes italianos pelo exército americano, quando confessou a sua participação no massacre e ficou detido por cerca de 20 meses em uma série de campos de prisioneiros de guerra na Europa. Uma noite, Priebke decidiu fugir com mais dois cúmplices, e foi pelo arame farpado que eles conseguiram escapar do campo. Ele sabia que não podia ficar escondido por muito tempo, e que seria mais seguro imigrar com a família para outro país.

## Vida na Argentina
O ex-oficial, depois de longa permanência na Argentina, foi localizado por uma equipe da rede americana ABC News, a quem declarou ser ele mesmo o capitão das SS.

## A vida em Bariloche
Erich Priebke levou uma pacata vida em Bariloche, fez uma pequena alteração no seu nome e era chamado de "Erico Priebke". Vivia entre famílias imigrantes da Europa, em um clima familiar nos Andes de Bariloche, onde predominava um clima frio, com neve, montanhas e lagos, viviam abertamente como se estivesse na Baviera, frequentava teatros, restaurantes, sempre rodeado de alemães e austríacos, muitos deles ex nazistas.
Na cidade, Priebke ministrava aulas em uma escola alemã, e viveu por lá sem ser incomodado por cerca de 40 anos.

## A reportagem da ABC News
No início do ano de 1994, uma equipe de jornalistas da Norte Américana ABC News, decidiram fazer uma matéria de como muitos criminosos nazistas fugiram da Europa para América Latina, após a Segunda Guerra Mundial. A matéria, levou uma das melhores equipes de jornalistas da ABC News a um dos últimos e mais procurados oficiais nazistas, o capitão da SS Erich Priebke e Reinhard Kopps, um antigo espião nazista.
Uma reportagem bem arquitetada que levou ao mundo, o paradeiro de dois nazistas procurados, que nunca haviam sido julgados por seus crimes, e que levavam uma vida pacata e tranquila em berço argentino. Matéria importante que serviu para acordar um mundo que já havia esquecido da guerra, serviu de base acontecer o julgamento dos nazistas e não deixá-los impune de seus crimes.

## Reinhard Kopps (1914 - 2001)
Na década de 1990, o Centro Simon Wiesenthal trouxe à tona o seu paradeiro. Kopps estava morando em San Carlos de Bariloche, uma pequena cidade na Argentina, em que numerosos criminosos nazistas como Josef Berger e Josef Mengele poderia estar escondido.
Reinhard Kopps foi um ex-espião nazista e um dos responsáveis por arquitetar fugas de criminosos de guerra para a América Latina, dentre eles os nazistas, croatas e húngaros (rota conhecida como ratlines ou "caminho dos ratos") rota que saia da Alemanha, indo para a Áustria ou a Suíça, depois até a Itália. Eram colocados em navios que viriam para a América Latina.
Logo após a guerra Kopps arquitetou a sua própria fuga para Argentina, onde conseguiu milhares de vistos para ex-companheiros Nazistas viverem na Argentina. Kopps viveu com o pseudônimo de Juan Maler.
Kopps foi surpreendido na saída de uma farmácia em 6 de maio 1994, onde o mesmo confirmou a sua identidade e confirmou a vivencia de Erich Priebke, em solo argentino. Chegou a ser preso e logo depois solto, morreu de causas não divulgadas para a imprensa em 2001 em Bariloche. Kopps não foi um assassino como outros famosos nazistas, trabalhou em um jornal, e tinha um escritório onde o mesmo conseguia os passaportes para os ex companheiros de guerra. A sua participação no pós guerra, teve muita importância para os nazistas, afinal Kopps proporcionou um recomeço para muitos.

## Reportagem e julgamento de Priebke
Para a surpresa dos jornalista, Priebke assumiu claramente a sua participação no massacre de Roma, ao ser confrontado do porque ele fez isso, Priebke disse que "apenas cumpriu ordem", mas que não havia matado ninguém.
O ABC News filmou os dois nazistas que eram procurados e não haviam sido julgados pelos seus crimes.
Após a matéria ter ido ao ar, a reação foi de justiça em vários lugares do mundo, além de ter uma grande repercussão na midía argentina, e dos italianos, que acreditavam que os envolvidos naquele massacre em Roma em 1944 já estavam mortos ou haviam sido condenados.
Depois de uma luta de quase dois anos nos tribunais argentinos, em 1996, Priebke foi extraditado para ser julgado na Itália. Em agosto de 1996, Priebke e julgado por um tribunal militar, é considerado culpado pelo que fez, e acabou absolvido em primeira instância. Houve muita indignação e protestos de acompanhantes do julgamento, que quase que imediatamente Priebke foi preso, e depois de recorrer por duas vezes do veredito, foi condenado à prisão perpétua. Segundo a lei italiana, em uma certa idade, uma pessoa não pode ser levada à prisão, por isso Erich Priebke cumpriu a sua pena em um apartamento em prisão domiciliar em Roma, onde morreu em 11 de outubro de 2013, com a idade de 100 anos.

## Morte
Logo após a sua morte, de causas naturais, nenhuma cidade italiana quis receber o corpo do alemão, o seu advogado tentou levar o corpo para a Argentina, onde seu corpo seria enterrado com o da sua esposa, mas não teve sorte, e além da escolha do local do enterro, o velório de Priebke já havia sido alvo de controvérsias na Itália.
Seu corpo foi enterrado em um cemitério desconhecido abandonado de uma prisão, depois que tanto a Igreja Católica quanto a cidade de Roma impediram sua família de fazer um funeral público ou uma sepultura marcada.
Em 2015, o jornal italiano L'Espresso informou haver localizado o cemitério e a tumba de Erich Priebke.